# جیوسپه ویرجیلی
جیوسپه ویرجیلی (به ایتالیایی: Giuseppe Virgili) بازیکن فوتبال و اهل ایتالیا است که از سال ۱۹۵۵ میلادی عضو تیم ملی فوتبال ایتالیا بوده و در ۷ بازی ملی حضور داشته‌است. او در بازی‌های ملی‌اش ۲ گل به ثمر رساند.
جیوسپه ویرجیلی آخرین بازی ملی خود را در سال ۱۹۵۷ میلادی انجام داد.